# Hiadeľské sedlo
Hiadeľské sedlo (maďarsky a Hédeli-nyereg) je sedlo v hlavním hřebeni Nízkých Tater v nadmořské výšce 1099 m. Nachází se mezi Kozím chrbátem (1330 m) a Prašivou (1652 m). Spojuje Hiadeľskou a Korytnickou dolinu a zároveň odděluje Starohorské vrchy na západě a Ďumbierské Tatry na východě.
Pod sedlem se plánuje výstavba rychlostní silnice R1, která by tunelem překonala hřeben Nízkých Tater a propojila města Banská Bystrica a Ružomberok.

## Přístup
- po  značce:
  - z Veľké Chochuľy v hlavním hřebeni za cca 1.40 h.
  - z Donoval přes Kečku a Kozí chrbát za cca 3 h. (Cesta hrdinů SNP)
- po  značce:
  - z obce Hiadeľ přes Hiadeľskou dolinu za cca 2 h.
  - z Korytnice přes sedlo pod Babou za cca 1.40 h.
- po  značce:
  - z Moštenice přes Uhliarskou dolinu, Moštenickou Kyslou (pramen), sedlo Zubová, sedlo Hadlanka a traverzem Kozího chrbátu za cca 3.5 h.